# Atlético Puerto Varas
Puerto Varas Basket, anteriormente conocido como Atlético Puerto Varas, es un equipo de básquetbol chileno de la ciudad de Puerto Varas, Región de Los Lagos.
Fundado en el año 2014 para participar en la Liga Nacional de Básquetbol de Chile 2013-14 debido al ascenso ganado por el Club Deportivo Social y Cultural Puerto Varas. Nace bajo la premisa de tener un equipo profesional masculino de básquetbol en la comuna de Puerto Varas, buscando reeditar los éxitos obtenidos por el extinto Club de Deportes Provincial Llanquihue que perteneció a Puerto Varas casi en su totalidad de existencia y participación en DIMAYOR.
Puerto Varas Basket es constante protagonista de la Liga Nacional de Básquetbol de Chile y sus competiciones.
Puerto Varas Basket es una institución destacada por conseguir títulos profesionales y participar en instancias finales de los distintos campeonatos organizados por la LNB de Chile. Actualmente, se encuentran en proceso de unificación junto al Club Deportivo Social y Cultural Puerto Varas para agrupar el baloncesto (profesional y de ligas formativas) de Puerto Varas bajo una misma institución.

## Historia
Fundado en 2014, disputa de forma recurrente la LNB hasta la actualidad. Juega su primera temporada bajo el nombre de Atlético Puerto Varas la temporada 2013-14 hasta la temporada 2024.
Bajo el nombre de Atlético Puerto Varas consigue 2 Copas Chile bajo el mando de Leonardo Monsalve. La primera de ellas fue en la edición de 2021obteniendo el trofeo al vencer por 77-66 a Universidad de Concepción y el bicampeonato se logra en la edición 2021-22en victoria por 69-62 ante el mismo rival.
Para la temporada 2025 de LNB el club empezará a competir bajo el nombre de Puerto Varas Basket.

## Datos del Club
- Temporadas en LNB: 8 (2013-14 / 2015-16 / 2018-19 a la fecha).

Nota: G: Partidos ganados; P: Partidos perdidos; Pts: Puntos
| Temporada     | G  | P  | Pts | Play-offs                             | Resultado                                  |
| ------------- | -- | -- | --- | ------------------------------------- | ------------------------------------------ |
| Liga Nacional |    |    |     |                                       |                                            |
| 2011-12       | 2  | 12 | 16  | Primera Fase                          | Eliminado                                  |
| 2013-14       | 7  | 7  | 21  | Clasifica a Play Off Pierde semifinal | Puerto Varas 1 - Tinguiririca SF 3         |
| 2018-19       | 28 | 15 | 71  | Pierde Cuartos de final               | Puerto Varas 2 - Club Deportivo Valdivia 4 |
| 2021          | 13 | 7  | 33  | Pierde Cuartos de final               | Puerto Varas 0 - Club Deportivo Valdivia 3 |
| 2022          | 13 | 7  | 33  | Pierde Cuartos de final               | Puerto Varas 1 - Deportes Castro 3         |
| 2023          | 9  | 17 | 33  | Fase regular                          |                                            |
| 2024          | 10 | 16 | 36  | Pierde Play Inn                       | Puerto Varas 1 - CD Las Ánimas 3           |
| Totales       | 9  | 19 | 37  |                                       |                                            |
| Playoffs      | 6  | 19 | 31  | 0 Campeonatos                         | 0 Campeonatos                              |

## Palmarés
- Copa Chile: 2 (2021, 2021-22).
- Supercopa de Chile de Básquetbol: 2 (2021, 2022)
- Segunda División de Básquetbol de Chile: 1 (2017-18)